# 阿紐蒂內 (文尼察州)
48°10′16″N 29°22′6″E / 48.17111°N 29.36833°E
阿紐蒂內（羅馬化：Aniutyne）是烏克蘭的村落，位於該國西南部文尼察州，由海辛區負責管轄，始建於1750年，面積4.6平方公里，2001年人口58，人口密度每平方公里12.61人。